# 陳騰鸞
陳騰鸞（1480年—1527年），字士遠，號浴江，福建興化府莆田縣江口迎仙寨人，明朝政治人物。

## 生平
正德十一年（1516年）丙子科福建鄉試第七名舉人。正德十六年（1521年）中式辛巳科會試第二十一名，登第二甲第七名進士。初授戶部主事。嘉靖三年（1524年）大禮議期間，參與左順門哭諫。歷官戶部署员外郎、郎中，管河西务鈔关、九江榷税，卒於官，享年四十八。

## 家族
曾祖陳克讓；祖父陳輝作；父陳尤迪，母方氏。永感下。四子：陳功、陳劭、陳劝、陳敏。